# Indigofera flavicans
Indigofera flavicans är en ärtväxtart som beskrevs av John Gilbert Baker. Indigofera flavicans ingår i släktet indigosläktet, och familjen ärtväxter. Inga underarter finns listade i Catalogue of Life.